# Fotbal Club Municipal Târgu Mureș 2011-2012

## Rosa
| N. |                    | Ruolo | Calciatore       |
| -- | ------------------ | ----- | ---------------- |
| 1  | Romania (bandiera) | P     | Călin Albuț      |
| 4  | Romania (bandiera) | D     | Costinel Gugu    |
| 5  | Italia (bandiera)  | D     | Mario Donadoni   |
| 6  | Romania (bandiera) | D     | Andrei Cordoș    |
| 7  | Romania (bandiera) | C     | Răzvan Pădurețu  |
| 8  | Brasile (bandiera) | A     | Celsinho         |
| 9  | Croazia (bandiera) | A     | Goran Ljubojević |
| 10 | Romania (bandiera) | C     | Robert Ilyeș     |
| 11 | Romania (bandiera) | D     | László Sepsi     |
| 13 | Romania (bandiera) | D     | Giani Kiriţă     |
| 16 | Romania (bandiera) | D     | Epaminonda Nicu  |
| 17 | Romania (bandiera) | D     | Adrian Iencsi    |
| 18 | Romania (bandiera) | A     | Vlad Bujor       |
| 19 | Romania (bandiera) | C     | Florin Dan       |

| N. |                                 | Ruolo | Calciatore         |
| -- | ------------------------------- | ----- | ------------------ |
| 20 | Svizzera (bandiera)             | A     | Danijel Subotić    |
| 21 | Romania (bandiera)              | C     | Victoraș Astafei   |
| 22 | Romania (bandiera)              | P     | Dragoș Balauru     |
| 23 | Romania (bandiera)              | D     | Dan Matei          |
| 24 | Romania (bandiera)              | D     | Loránd Szilágyi    |
| 25 | Romania (bandiera)              | D     | Alexandru Vagner   |
| 28 | Romania (bandiera)              | A     | Sergiu Buș         |
| 30 | Romania (bandiera)              | D     | Sergiu Homei       |
| 32 | Bosnia ed Erzegovina (bandiera) | D     | Borislav Topić     |
| 42 | Romania (bandiera)              | D     | Sorin Ghionea      |
| 53 | Italia (bandiera)               | P     | Alessandro Caparco |
| 77 | Romania (bandiera)              | C     | Dragoș Firțulescu  |
| 83 | Romania (bandiera)              | C     | Ciprian Vasilache  |
| 94 | Romania (bandiera)              | C     | Claudiu Bumba      |